# Rytivaara
Rytivaara är en kulle i Finland.   Den ligger i den ekonomiska regionen  Rovaniemi ekonomiska region  och landskapet Lappland, i den norra delen av landet, 700 km norr om huvudstaden Helsingfors. Toppen på Rytivaara är 212 meter över havet.
Terrängen runt Rytivaara är huvudsakligen platt. Runt Rytivaara är det mycket glesbefolkat, med 2 invånare per kvadratkilometer.